# Glyn Johns
Glyn Johns, född 15 februari 1942 i Epsom, Surrey, är en brittisk skivproducent och musiker. Han har varit producent (eller assistent till producent) för album med ett flertal stora namn inom klassisk rock, däribland Bob Dylan, The Beatles, The Easybeats, The Band, The Rolling Stones, The Who, Led Zeppelin, The Eagles, Eric Clapton, The Clash, The Steve Miller Band, Small Faces, The Ozark Mountain Daredevils, Blue Öyster Cult, Linda Ronstadt, Emmylou Harris, Midnight Oil, New Model Army, Belly, Joe Satriani, Ronnie Lane, Rod Stewart with Faces, Gallagher and Lyle, Georgie Fame, Family och Helen Watson. Han är far till Ethan Johns, även han framgångsrik producent.
Glyn Johns var bror till framlidne  skivproducenten Andy  Johns.